# 긴장 (생리학)
생리학에서 긴장(tonus)은 근육의 반응을 나타내는 말로, 자극에 대해 상대적으로 느리게 반응하는 근섬유를 의미한다. 긴장도(tone)는 이러한 근육의 반응을 평가 지표로 나타낸 것이다. (근긴장도 참고.) 긴장 상태의 근육(tonic muscle)은 근섬유(twitch fiber)에 비하여 완전한 반응을 할 때까지의 시간이 더 느리고, 자극이 끝난 후 이완까지 걸리는 시간 역시 오래 걸리게 된다.

## 같이 보기
- 강직
- 간대
- 강직간대발작
- 근긴장도 (muscle tone)
- 근육긴장이상증 (dystonia)